# Paragomphus risi
Paragomphus risi är en trollsländeart som först beskrevs av Fraser 1924.  Paragomphus risi ingår i släktet Paragomphus och familjen flodtrollsländor. IUCN kategoriserar arten globalt som otillräckligt studerad. Inga underarter finns listade i Catalogue of Life.